# 큰민다나오둥근잎박쥐
큰민다나오둥근잎박쥐(Hipposideros coronatus)는 잎코박쥐과에 속하는 박쥐의 일종이다. 필리핀의 토착종이다.